# Nicolás Kicker
Nicolás Kicker (* 16. srpna 1992 Merlo, Buenos Aires) je argentinský profesionální tenista. Ve své dosavadní kariéře na okruhu ATP World Tour nevyhrál žádný turnaj. Na challengerech ATP a okruhu ITF získal do února 2018 deset titulů ve dvouhře a osm ve čtyřhře.
Na žebříčku ATP byl ve dvouhře nejvýše klasifikován v červnu 2017 na 78. místě a ve čtyřhře pak v květnu 2016 na 215. místě. Trénuje ho Juan Pablo Gandara.
V argentinském daviscupovém týmu neodehrál do roku 2018 žádné utkání.

## Tenisová kariéra
V rámci hlavních soutěží dvouhry na okruhu ITF debutoval v květnu 2009 na turnaji v argentinském Santiagu del Esteru, kde prošel kvalifikačním sítem. V úvodním kole podlehl krajanu Juanu Pablu Ortizovi. Premiérový singlový titul na challengerech si odvezl z červnového Blu Panorama Airlines Tennis Cupu 2016 v italské Perugii, události s doatcí 42,5 tisíc dolarů, kde ve finále slovinského hráče Blaže Rolu ve třech setech. Průnik mezi sto nejlepších tenistů zaznamenal 27. února 2017, když mu na žebříčku ATP patřila 100. příčka. Postavení na konečném žebříčku konstantně zlepšoval v sezónách 2012–2017.
Ve dvouhře okruhu ATP World Tour debutoval na dubnovém U.S. Men's Clay Court Championships 2016 v Houstonu. Z pozice postoupivšího kvalifikanta vypadl v úvodním kole s Američanem hrajícím na divokou kartu Timem Smyczkem. Premiérový kariérní vyhraný zápas na túře ATP dosáhl na červencovém German Open 2016 v Hamburku, akci z kategorie ATP World Tour 500, po vyřazení Itala Thomase Fabbiana. Následně dohrál na raketě turnajové jedničky Philippa Kohlschreibera. V rámci série ATP Masters odehrál kvalifikace Miami Open 2016 a 2017, kde v prvním případě podlehl Tayloru Fritzovi a ve druhém pak Dušanu Lajovićovi.
V sezóně 2017 se probojoval do prvních tří kariérních čtvrtfinále na brazilském Rio Open, francouzském Lyon Open a German Open. Během roku se jedinkrát utkal s hráčem z elitní světové dvacítky, a to devatenáctým mužem žebříčku Nickem Kyrgiosem, jehož zdolal ve druhém kole Lyon Open.
Debut v hlavní soutěži nejvyšší grandslamové kategorie zaznamenal v mužském singlu French Open 2017, kde na úvod přehrál bosenského tenistu Damira Džumhura po čtyřsetovém průběhu. Grandslamové maximum vylepšil jako 97. hráč světa na Australian Open 2018, na němž prošel do třetí fáze po vítězstvích nad Australanem Jordanem Thompsonem a Slovákem Lukášem Lackem. V Melbourne Parku mu stopku vystavil Maďar Márton Fucsovics.

## Tituly na challengerech ATP a okruhu Futures
| Legenda                |
| ---------------------- |
| Challengery (3 D; 1 Č) |
| Futures (10 D; 7 Č)    |

### Dvouhra (13 titulů)
| č.  | datum             | turnaj                         | povrch | poražený finalista      | výsledek           |
| --- | ----------------- | ------------------------------ | ------ | ----------------------- | ------------------ |
| 1.  | 22. září 2013     | Córdoba, Argentina             | antuka | Martín Cuevas           | 2–6, 6–4, 6–3      |
| 2.  | 29. září 2013     | Córdoba, Argentina             | antuka | Pedro Cachín            | 6–3, 6–2           |
| 3.  | 22. června 2014   | Villa María, Argentina         | antuka | Tomás Lipovsek Puches   | 6–4, 6–3           |
| 4.  | 10. srpna 2014    | Misiones, Argentina            | antuka | João Pedro Sorgi        | 6–1, 6–2           |
| 5.  | 31. srpna 2014    | La Rioja, Argentina            | antuka | Juan Pablo Paz          | 7–6(7–4), 7–5      |
| 6.  | 7. září 2014      | Santiago del Estero, Argentina | antuka | Federico Coria          | 6–3, 6–0           |
| 7.  | 14. září 2014     | Villa del Dique, Argentina     | antuka | Federico Coria          | 7–5, 6–1           |
| 8.  | 15. března 2015   | Guaymallén, Argentina          | antuka | Juan Ignacio Galarza    | 6–3, 6–4           |
| 9.  | 17. května 2015   | Córdoba, Argentina             | antuka | Nicolás Alberto Arreche | 6–2, 6–0           |
| 10. | 31. května 2015   | Villa Allende, Argentina       | antuka | Tomás Lipovsek Puches   | 6–1, 6–2           |
| 1.  | 19. června 2016   | Perugia, Itálie                | antuka | Blaž Rola               | 2–6, 6–3, 6–0      |
| 2.  | 5. listopadu 2016 | Guayaquil, E´kvádor            | antuka | Arthur de Greef         | 6-3, 6-2           |
| 3.  | 15. října 2017    | Buenos Aires Argentina         | antuka | Horacio Zeballos        | 6–7(5–7), 6–0, 7–5 |

### Čtyřhra (8 titulů)
| č. | datum          | turnaj                  | povrch | spoluhráč        | poražení finalisté            | výsledek         |
| -- | -------------- | ----------------------- | ------ | ---------------- | ----------------------------- | ---------------- |
| 1. | 17. dubna 2016 | Sarasota, Spojené státy | antuka | Facundo Argüello | Marcelo Arévalo Sergio Galdós | 4–6, 6–4, [10–6] |